# 대한민국 형법 제35조
대한민국 형법 제35조는 누범에 대한 형법총칙의 조문이다.

## 조문
대한민국 형법 제35조
제35조(누범) ① 금고 이상의 형을 받어 그 집행을 종료하거나 면제를 받은 후 3년 내에 금고 이상에 해당하는 죄를 범한 자는 누범으로 처벌한다.
②누범의 형은 그 죄에 정한 형의 장기의 2배까지 가중한다.

第35條(累犯) ① 禁錮 以上의 刑을 받어 그 執行을 終了하거나 免除를 받은 後 3年內에 禁錮 以上에 該當하는 罪를 犯한 者는 累犯으로 處罰한다.
②累犯의 刑은 그 罪에 定한 刑의 長期의 2倍까지 加重한다.

## 판례
- 형법 제35조가 누범에 해당하는 전과사실과 새로이 범한 범죄 사이에 일정한 상관관계가 있다고 인정되는 경우에 한하여 적용되는 것으로 제한하여 해석하여야 할 아무런 이유나 근거가 없다[1]

## 참고 문헌
- 김재윤, 손동권, 『새로운 형법각론』, 율곡출판사, 2013. ISBN 978-89-974283-4-2

1. ↑  대판 2008.12.24, 2006도1427